# David Hesser
David A. Hesser (gener de 1884 – 13 de febrer de 1908) va ser un nedador i waterpolista estatunidenc que va competir a primers del segle xx.
El 1904 va prendre part en els Jocs Olímpics de Saint Louis, on va guanyar la medalla d'or en la prova de waterpolo formant part de l'equip New York Athletic Club. En la prova del relleu 4x50 iardes lliures del programa de natació fou quart.